# Pinarejos
Pinarejos es un municipio y localidad española de la provincia de Segovia, en la comunidad autónoma de Castilla y León. Por dicha localidad pasa la Autovía de Pinares.
La iglesia parroquial está dedicada a Nuestra Señora de la Asunción, advocación por la que celebra sus fiestas patronales el 15 de agosto, y el 15 de septiembre en honor del Cristo del Humilladero.

## Geografía

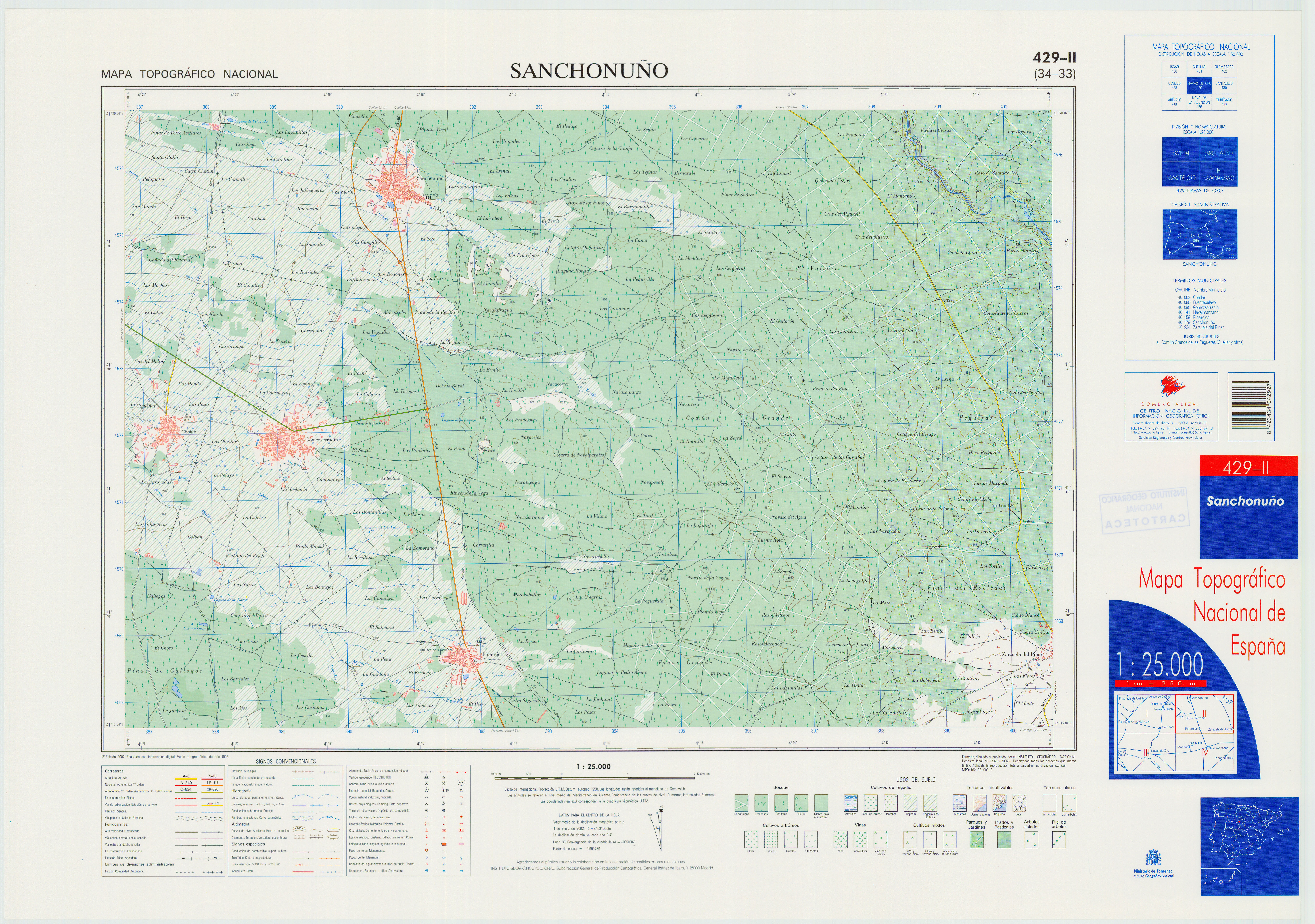
Fragmento de la hoja 429 del Mapa Topográfico Nacional de España de 2002 en el que se representa parte de Pinarejos

| Noroeste: Gomezserracín        | Norte: Gomezserracín                    | Noreste: Cuéllar      |
| Oeste: Cuéllar                 |                                         | Este: Navalmanzano    |
| Suroeste: San Martín y Mudrián | Sur: San Martín y Mudrián, Navalmanzano | Sureste: Navalmanzano |

## Demografía
Cuenta con una población de 194 habitantes (INE 2024).
| Gráfica de evolución demográfica de Pinarejos entre 1842 y 2021                                                       |
| |
| Población de derecho según los censos de población del INE. Población de hecho según los censos de población del INE. |

| Nacionalidad | Hombres | Mujeres | Total | %     | Proporción |
| ------------ | ------- | ------- | ----- | ----- | ---------- |
| Española     | 69      | 51      | 120   | 69.3% |            |
| Extranjera   | 31      | 22      | 53    | 30.6% |            |

## Administración y política

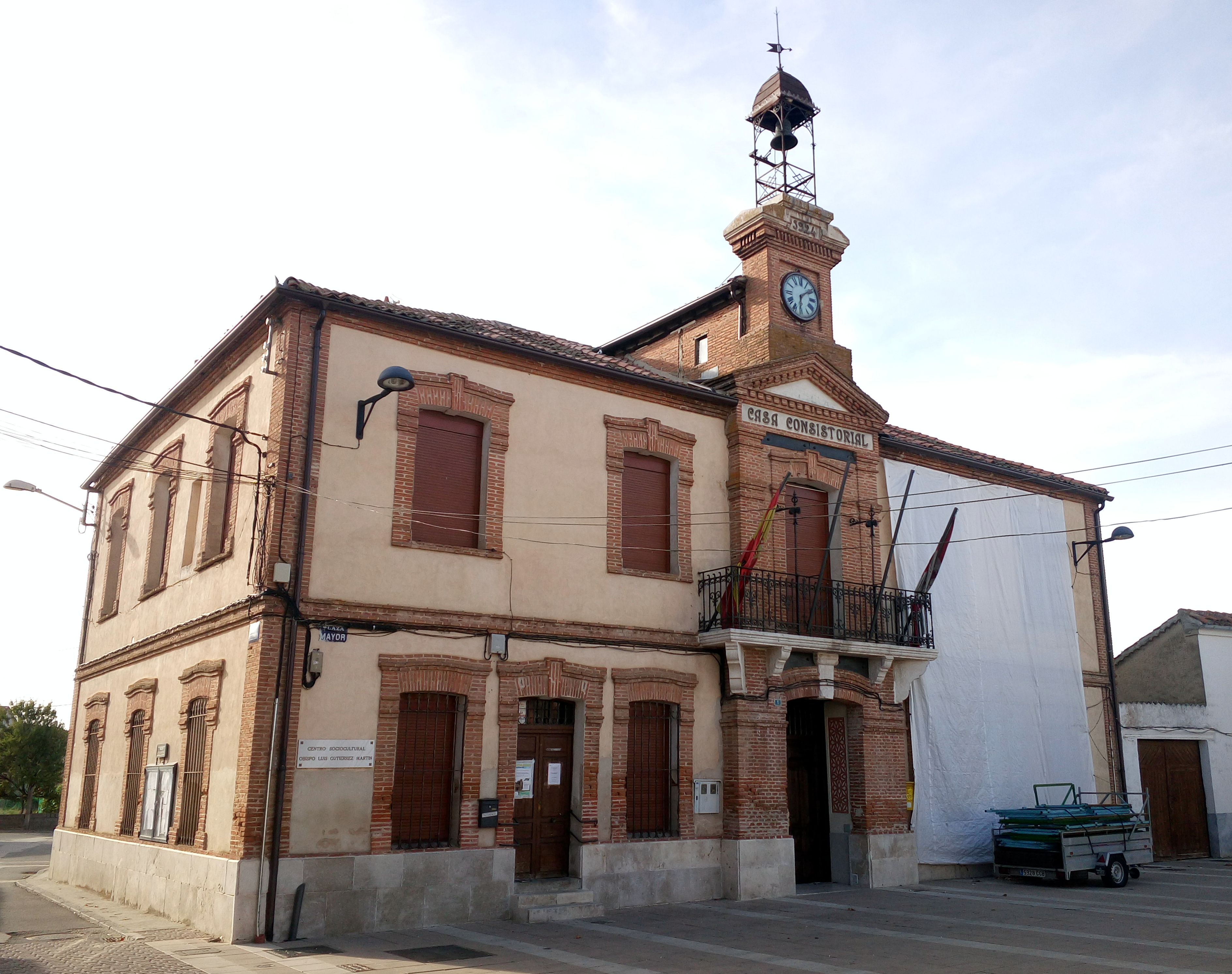
Casa consistorial

| Periodo   | Nombre                         | Partido   |
| --------- | ------------------------------ | --------- |
| 1979-1983 | Ladislao Olmos Álvarez         | UCD       |
| 1983-1987 | Eliseo Álvarez Gómez           | AP-PDP-UL |
| 1987-1991 | Marcos Ríos Sastre             | PDP       |
| 1991-1995 | Mariano Zacarías Acebes Martín | PSOE      |
| 1995-1999 | Mariano Zacarías Acebes Martín | PSOE      |
| 1999-2003 | Nuria Gómez Merino             | PP        |
| 2003-2007 | Nuria Gómez Merino             | PP        |
| 2007-2011 | Nuria Gómez Merino             | PP        |
| 2011-2015 | Heliodoro Ríos Álvarez         | PP        |
| 2015-2019 | Heliodoro Ríos Álvarez         | PP        |
| 2019-2023 | Heliodoro Ríos Álvarez         | PP        |
| 2023-act. | Heliodoro Ríos Álvarez         | PP        |